# 上海大厦

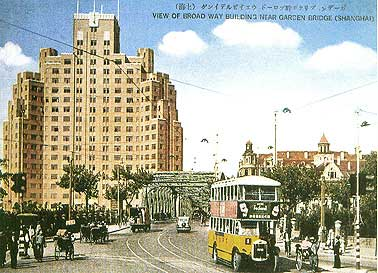
1930年代的百老汇大厦

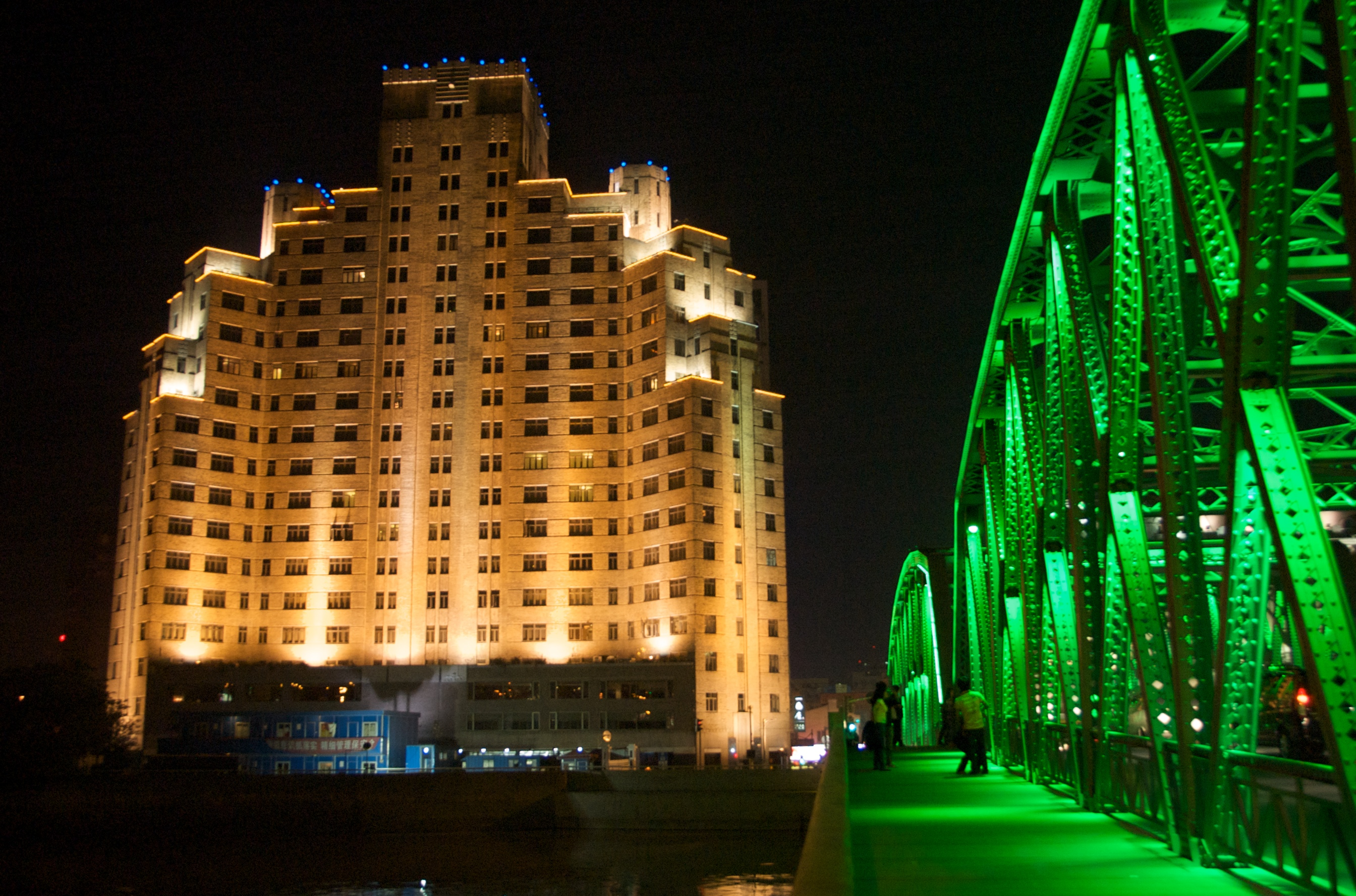
晚上的上海大厦

上海大厦，原名百老汇大厦（英語：Broadway Mansions），是一栋位于上海虹口区北苏州路20号的历史建筑，为上海的地标建筑之一。其东临大名路，南临苏州河汇入黄浦江处的外白渡桥，是上海外滩建筑群中三座早期高层建筑之一。大厦地上21层，高77米，投资者是英资业广地产公司，总造价500万两。大厦由公和洋行英国建筑设计师弗雷泽（Bright Fraser）设计，新仁记等六家营造厂承建，启建于1930年，建成于1934年。
百老汇大厦由于位于百老汇路顶端而得名（今大名路），1951年改名为上海大厦。其自从建成后都一直是上海的最佳观景台之一。此外，它还曾经拥有上海最高的餐厅和最早的楼内停车场。而且，大厦的电话号码——46260，自大厦启用后开始就从未变更。1989年，百老汇大厦成为上海市文物保护单位和第一批上海市优秀历史建筑。现在上海大厦是一家五星级酒店。

## 历史

### 百老汇大厦（1934年－1951年）
百老汇大厦原址为英商上海电车有限公司的停车场。二十世纪初，上海兴起了房地产开发的热潮。当时犹太商人维克多·沙逊控制的英商业广地产公司(英語：Shanghai Land Investment)投资，在电车场地皮上兴建大厦。（该公司也是上海法租界内华懋公寓的所有者）大厦动工建造于1930年，并于1934年建成竣工，耗资500万银两(约合当时的340万美元)。大厦建成后初期为一高档酒店公寓。

#### 抗战时期（1937年－1945年）
1937年8月，淞沪会战爆发，该楼被日军占用。1939年3月，业广地产公司将该楼卖给日资恒产株式会社。1945年，国民政府接管该楼，改为励志社第七招待所。1951年改现名。1980年代成为对外开放的宾馆，并仍是上海十大高级旅馆之一。1985年大厦进行内外大整修，并添加了现代化设施。

## 重要事件
历史上，上海大厦曾经迎来众多名流、国家要员，见证了十里洋场这么多年来的历史变迁。有许多国家元首都曾登上大厦18层观景台观赏上海景色，例如赫鲁晓夫、金日成、埃塞俄比亚皇帝海尔·塞拉西和瑞典王国国王卡尔十六世·古斯塔夫。其它在上海大厦发生的重要事件有：
- 1948年成立的美国驻华联合军事顾问团上海办事处入驻百老汇大厦。
- 1949年8月，陈云在此召开上海财经会议，此是中央财政经济委员会成立后召开的第一个全国财经会议[3]。
- 1963年，陈毅及夫人在上海大厦18楼会见厅，会见柬埔寨王国元首西哈努克亲王。
- 1973年，周恩来总理陪同法国总统蓬皮杜登上十八楼观景平台。

## 建筑特色
上海大厦占地面积6,600平方米，建筑面积24,596平方米，风格为装饰艺术主义。大厦采用近代摩天大楼形式，双层铝钢框架结构，中部高两边低，并从11层开始一层层收进。全部钢架从英国进口，并使用铝钢，故建筑自身重量大为减轻。大厦外形呈平面形状为两端开叉的“一”字型（>-<状），从而解决了四翼房间的朝向和采光问题。大厦底层外墙为暗红色高级花岗石，其它层则都是咖啡色泰山砖贴面。此外，大楼装饰较为简单，只有在檐部等处饰有装饰艺术的花边。

## 现况
现时，上海大厦是一家五星级酒店，由上海市衡山（集团）公司拥有。酒店拥有客房253间，包括130间江景房。同时，酒店还设有一间中餐厅、西餐厅和日式餐厅，其中中餐厅以淮扬菜为主。酒店17－19楼宴会厅和18楼登高台都是俯瞰浦江景色的好去处。

### 酒店四宝
上海大厦历史悠久，故拥有不少具有历史意义的物件，被称为酒店四宝，它们分别为一架钢琴、老式英式斯诺克台球桌、OTIS电梯和留声机。钢琴是在1932年从英国进口到上海的，并一直保留至今，但如今其音色已不如前。老式英式斯诺克台球桌，于1934年在英国出产，其比现代台球桌要小一圈，台岸上的标牌是象牙做的，现放置于一间英国酒吧内。OTIS电梯从1934年开始启运，为一老式手摇电梯，至今保存完好。留声机为经典柜式留声机，由美国胜利留声机公司制造于1917年。

### 陈毅办公室
酒店的1119客房曾是时任上海市市长陈毅的办公室。这间客房也是上海大厦最大的客房之一，宾客也可预订入住。

## 图片集

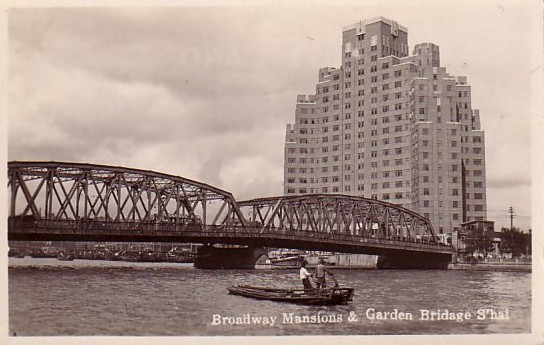
1930年代的百老汇大厦与外白渡桥
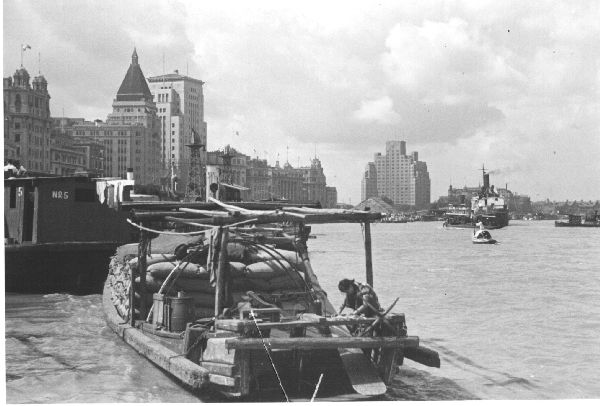
1937年外滩天际线中的百老汇大厦
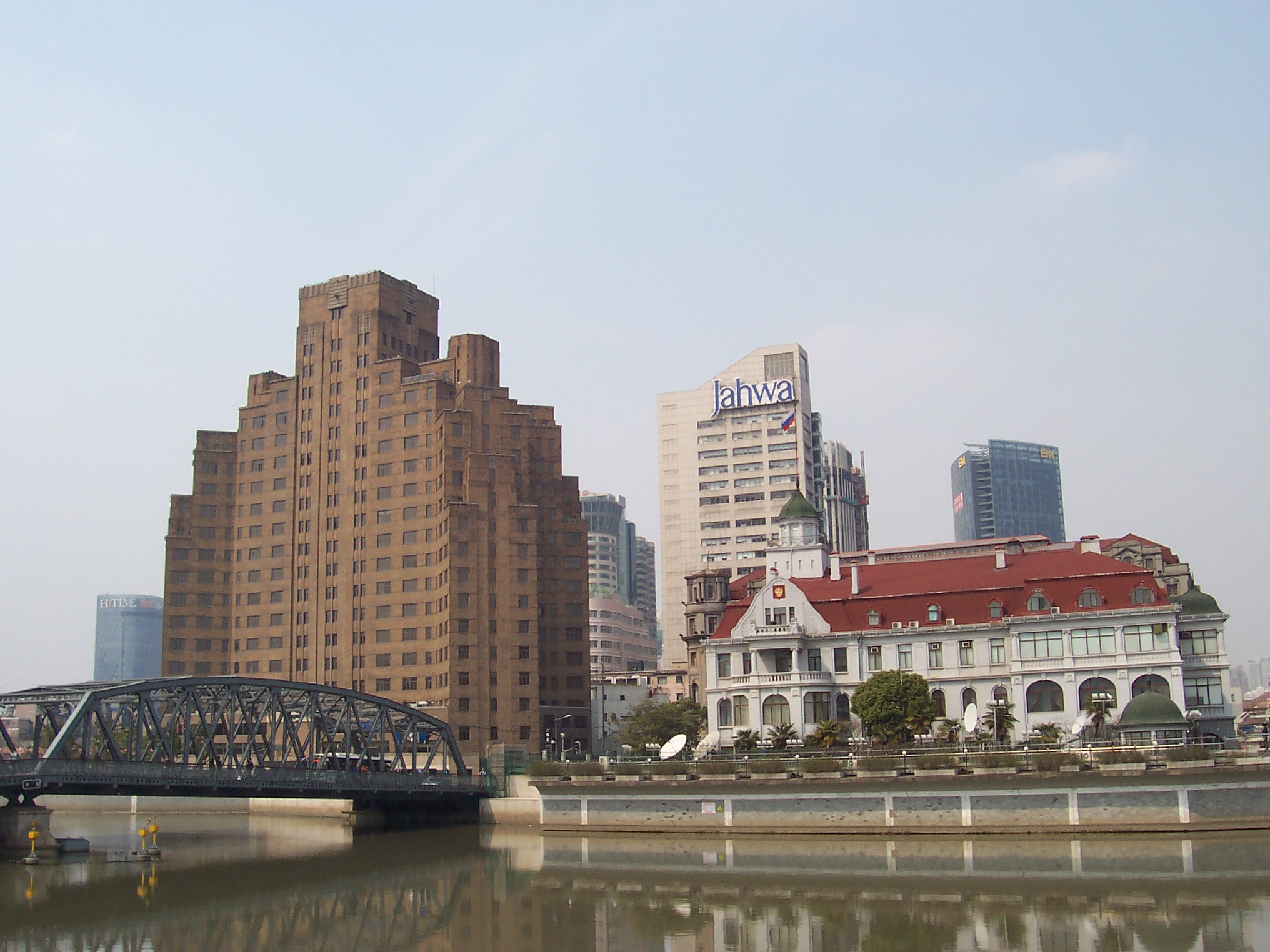
2003年的上海大厦与外白渡桥（左侧建筑）